# Trophée de France 2024
Navigation
Édition précédente Édition suivante
Le Trophée de France est une compétition internationale de patinage artistique qui se déroule en France au cours de l'automne. Il accueille des patineurs amateurs de niveau senior dans quatre catégories : simple messieurs, simple dames, couple artistique et danse sur glace. En 2024, il s'appelle également Grand Prix de France.
Le trente-septième Trophée de France est organisé du 1er au 3 novembre 2024 au IceParc de Angers. Il est la troisième compétition du Grand Prix ISU senior de la saison 2024/2025.
Depuis le 1er mars 2022, l'Union internationale de patinage interdit aux patineurs artistiques et aux officiels de la fédération de Russie et de la Biélorussie de participer et d'assister à toutes les compétitions internationales en raison de l'invasion russe de l'Ukraine le 24 février 2022. Les athlètes russes et biélorusses ne peuvent donc participer à aucune épreuve du Grand Prix ISU 2024-2025, pour la troisième année consécutive.

## Résultats

### Messieurs
| Rang | Nom               | Pays       | Points | Programme court | Programme court | Programme libre | Programme libre |
| ---- | ----------------- | ---------- | ------ | --------------- | --------------- | --------------- | --------------- |
| 1    | Adam Siao Him Fa  | France     | 246.58 | 8               | 74.90           | 1               | 171.68          |
| 2    | Koshiro Shimada   | Japon      | 233.84 | 5               | 80.42           | 3               | 153.42          |
| 3    | Andrew Torgashev  | États-Unis | 233.64 | 4               | 81.54           | 4               | 152.10          |
| 4    | Mikhail Shaidorov | Kazakhstan | 231.86 | 6               | 79.89           | 5               | 151.97          |
| 5    | Kazuki Tomono     | Japon      | 231.48 | 3               | 83.45           | 6               | 148.03          |
| 6    | Nikolaj Memola    | Italie     | 227.62 | 10              | 68.71           | 2               | 158.91          |
| 7    | Aleksandr Selevko | Estonie    | 226.11 | 2               | 85.73           | 7               | 140.38          |
| 8    | Jin Boyang        | Chine      | 219.05 | 1               | 88.12           | 11              | 130.93          |
| 9    | Lukas Britschgi   | Suisse     | 212.94 | 7               | 77.09           | 9               | 135.85          |
| 10   | Luc Economides    | France     | 205.55 | 9               | 69.66           | 8               | 135.89          |
| 11   | Camden Pulkinen   | États-Unis | 193.60 | 11              | 64.48           | 12              | 129.12          |
| 12   | François Pitot    | France     | 183.17 | 12              | 48.94           | 10              | 134.23          |

### Dames
| Rang | Nom                | Pays         | Points | Programme court | Programme court | Programme libre | Programme libre |
| ---- | ------------------ | ------------ | ------ | --------------- | --------------- | --------------- | --------------- |
| 1    | Amber Glenn        | États-Unis   | 210.44 | 1               | 78.14           | 3               | 132.30          |
| 2    | Wakaba Higuchi     | Japon        | 206.08 | 3               | 66.98           | 1               | 139.10          |
| 3    | Rion Sumiyoshi     | Japon        | 201.35 | 5               | 66.88           | 2               | 134.47          |
| 4    | Chaeyeon Kim       | Corée du Sud | 199.99 | 2               | 70.90           | 5               | 129.09          |
| 5    | Sarah Everhardt    | États-Unis   | 196.94 | 4               | 66.95           | 4               | 129.99          |
| 6    | Nina Pinzarrone    | Belgique     | 184.67 | 6               | 62.72           | 6               | 121.95          |
| 7    | Mai Mihara         | Japon        | 174.93 | 7               | 61.12           | 8               | 113.81          |
| 8    | Anastasia Gubanova | Géorgie      | 173.21 | 9               | 56.77           | 7               | 116.44          |
| 9    | Livia Kaiser       | Suisse       | 168.27 | 8               | 58.35           | 9               | 109.92          |
| 10   | Lorine Schild      | France       | 164.32 | 10              | 56.51           | 10              | 107.81          |
| 11   | Léa Serna          | France       | 160.91 | 11              | 54.78           | 11              | 106.13          |
| 12   | Clémence Mayindu   | France       | 121.43 | 12              | 44.64           | 12              | 76.79           |

### Couples
| Rang | Nom                                    | Pays        | Points | Programme court | Programme court | Programme libre | Programme libre |
| ---- | -------------------------------------- | ----------- | ------ | --------------- | --------------- | --------------- | --------------- |
| 1    | Minerva Fabienne Hase / Nikita Volodin | Allemagne   | 211.69 | 1               | 73.72           | 1               | 137.97          |
| 2    | Sara Conti / Niccolo Macii             | Italie      | 203.39 | 2               | 70.79           | 2               | 132.60          |
| 3    | Rebecca Ghilardi / Filippo Ambrosini   | Italie      | 176.62 | 6               | 60.74           | 3               | 115.88          |
| 4    | Alisa Efimova / Misha Mitrofanov       | États-Unis  | 171.92 | 4               | 64.08           | 4               | 107.84          |
| 5    | Lia Pereira / Trennt Michaud           | Canada      | 170.67 | 3               | 64.38           | 5               | 106.29          |
| 6    | Ekaterina Geynish / Dmitrii Chigirev   | Ouzbékistan | 161.99 | 5               | 61.38           | 7               | 100.61          |
| 7    | Camille Mendoza / Pavel Kovalev        | France      | 157.04 | 7               | 54.81           | 6               | 102.23          |
| 8    | Aurélie Faula / Théo Belle             | France      | 128.72 | 8               | 41.50           | 8               | 87.22           |

### Danse sur glace
| Rang | Nom                                   | Pays       | Points | Danse rythmique | Danse rythmique | Danse libre | Danse libre |
| ---- | ------------------------------------- | ---------- | ------ | --------------- | --------------- | ----------- | ----------- |
| 1    | Evgeniia Lopareva / Geoffrey Brissaud | France     | 195.27 | 2               | 77.75           | 1           | 117.52      |
| 2    | Charlène Guignard / Marco Fabbri      | Italie     | 189.08 | 1               | 82.20           | 5           | 106.88      |
| 3    | Emily Bratti / Ian Somerville         | États-Unis | 185.88 | 4               | 72.81           | 2           | 113.07      |
| 4    | Allison Reed / Saulius Ambrulevicius  | Lituanie   | 185.24 | 3               | 74.49           | 4           | 110.75      |
| 5    | Katerina Mrazkova / Daniel Mrazek     | Tchéquie   | 183.05 | 7               | 71.54           | 3           | 111.51      |
| 6    | Leah Neset / Artem Markelov           | États-Unis | 176.60 | 6               | 71.86           | 6           | 104.74      |
| 7    | Marie-Jade Lauriault / Romain Le Gac  | Canada     | 175.85 | 5               | 72.54           | 8           | 103.31      |
| 8    | Natacha Lagouge / Arnaud Caffa        | France     | 169.99 | 9               | 65.89           | 7           | 104.10      |
| 9    | Eva Pate / Logan Bye                  | États-Unis | 168.76 | 8               | 71.47           | 9           | 97.29       |
| 10   | Marie Dupayage / Thomas Nabais        | France     | 161.20 | 10              | 64.03           | 10          | 97.17       |

## Source
- Résultats du Grand Prix de France 2024 sur le site de l'ISU